# HMS Caroline (1914)
«Керолайн» (англ. HMS Caroline (1914) — військовий корабель, легкий крейсер типу «C», головний у підкласі «Керолайн» Королівського військово-морського флоту Великої Британії часів Першої світової війни.

## Історія створення
Крейсер «Керолайн» був закладений 28 січня 1914 року на верфі компанії Cammell Laird у Беркенгеді. 29 вересня 1914 року спущений на воду, а 4 грудня 1914 року увійшов до складу Королівських ВМС Великої Британії.

## Історія слшужби
Протягом Першої світової війни крейсер служив у Північному морі, у складі Великого флоту, базуючись у Скапа-Флоу на Оркнейських островах, де був лідером 4-ї флотилії ескадрених міноносців. З лютого по листопад 1915 року входив до складу 1-ї ескадри легких крейсерів Великого флоту. На початку 1916 року приєднався до 4-ї ескадри легких крейсерів Великого флоту і залишився в її складі до кінця війни в листопаді 1918 року. 31 травня — 1 червня 1916 року брав участь в Ютландській битві. З 1917 року до кінця 1918 року ніс злітну платформу для запуску винищувачів Королівської військово-морської авіації, а згодом Королівських повітряних сил для перехоплення німецьких дирижаблів, що діяли в Північному морі.
«Керолайн» був останнім британським легким крейсером часів Першої світової війни, що залишився в строю, і він є останнім вцілілим учасником Ютландської битви, який досі на плаву. Він також є одним з трьох вцілілих бойових кораблів Королівського флоту часів Першої світової війни, разом з монітором 1915 року M33 (на верфі в Портсмуті) і шлюпом «Президент», який зазвичай швартувався на Темзі в Блекфрайарсі, а з лютого 2016 року — в басейні номер 3 у Чатемі.